# Лалова
Лалова (рум. Lalova) — село у Резинському районі Молдови. Адміністративний центр однойменної комуни, до складу якої також входять села Ністрень та Ципова.

## Населення
За даними перепису населення 2004 року у селі проживали 1027 осіб.
Національний склад населення села:
| Національність       | Кількість осіб | Відсоток   |
| -------------------- | -------------- | ---------- |
| молдавани румуни     | 1007 11        | 98,1% 1,1% |
| українці             | 5              | 0,5%       |
| інша / без відповіді | 4              | 0,4%       |
| Всього               | 1027           | 100%       |